# Prasung
Prasung is een bestuurslaag in het regentschap Sidoarjo van de provincie Oost-Java, Indonesië. Prasung telt 4722 inwoners (volkstelling 2010).